# Sexy Cora
Sexy Cora, de son vrai nom Carolin Ebert, est une actrice de films pornographiques allemande, née le 2 mai 1987 à Berlin et morte le 20 janvier 2011 à Hambourg. Mariée à Tim Wostintza, elle prend alors pour nom d'usage Carolin Wosnitza.

## Biographie
À la sortie de lycée, Carolin Ebert commence une formation d'infirmière, sans la mener à bout,. Pour gagner de l'argent, elle se prostitue, dans une maison de passe (allemand : Laufhaus) de Hambourg. Plus tard, elle commence à s'exhiber devant la webcam sur divers sites érotiques, elle tourne ses propres films pornographiques et fait des séances de photographies érotiques.
En 2009, elle devient plus connue en tournant dans des films de producteurs, et prend le nom de « Sexy Cora »,. Elle apparaît également cette année-là dans le clip Frust? du rappeur D-Bo, et tente de battre le record mondial de fellations au cinéma Sexy Heaven de Hambourg. Tentative infructueuse, puisque sur les 200 hommes présents, seuls 75 furent « comblés », Sexy Cora devant être conduite à l'hôpital.
En janvier 2010, elle entre dans la dixième saison du Big Brother allemand, produit par et diffusé sur RTL II.
Dès lors, elle apparaît à plusieurs reprises dans diverses émissions télévisées et spots publicitaires. En février 2010 elle sort un single intitulé My Love (La, La, La). Entre mai et septembre 2010, Sexy Cora devient chanteuse et animatrice résidente de clubs à Majorque (« Oberbayern » et « Bierkönig »).

## Décès
Le 11 janvier 2011, Carolin Wosnitza entre dans une clinique privée hambourgeoise pour une opération d'augmentation mammaire (70 G). Pendant l'intervention, elle est victime d'un arrêt cardiaque d'environ quinze minutes, lui occasionnant de graves lésions cérébrales. Elle est transportée à l'hôpital universitaire d'Hambourg-Eppendorf (de) où, après de multiples défaillances consécutives aux dégâts cérébraux, elle décède le 20 janvier 2011. Du fait des suspicions d'erreur médicale, le Ministère public demande l'ouverture d'une enquête.
Elle est inhumée le 2 février 2011, au cimetière d'Ohlsdorf d'Hambourg.

## Discographie
Singles
- 2010 : My Love – La, La, La
- 2010 : Lass uns kicken (Alles klar wunderbar)

## Filmographie
- 2009 : Versaute Freizeit
- 2010 : Be Famous
- 2011 : Gegengerade - Niemand siegt am Millerntor!

## Récompenses
- 2010 : Venus Award – Best Amateur Actress Germany
- 2010 : Venus Award – Best Toy Series International (Sexy Cora Toys / Orion)
- 2010 : Erotixxx Award – Beste Amateur-Darstellerin